# Нортриџ (округ Кларк, Охајо)
Нортбриџ (енгл. Northridge, Clark County) насељено је место без административног статуса у америчкој савезној држави Охајо.

## Демографија
По попису из 2010. године број становника је 7.572, што је 719 (10,5%) становника више него 2000. године.
| Група             | 2000.         | 2010.         |
| Белци             | 6.675 (97,4%) | 7.218 (95,3%) |
| Афроамериканци    | 83 (1,2%)     | 129 (1,7%)    |
| Азијати           | 24 (0,4%)     | 45 (0,6%)     |
| Хиспаноамериканци | 33 (0,5%)     | 84 (1,1%)     |
| Укупно            | 6.853         | 7.572         |